# Calabazas, San Luis Potosí
Calabazas är en ort i Mexiko.   Den ligger i kommunen Santa Catarina och delstaten San Luis Potosí, i den centrala delen av landet, 240 km norr om huvudstaden Mexico City. Calabazas ligger 982 meter över havet och antalet invånare är 357.
Terrängen runt Calabazas är kuperad. Runt Calabazas är det ganska glesbefolkat, med 21 invånare per kvadratkilometer. Närmaste större samhälle är San Diego, 6,9 km sydväst om Calabazas. I omgivningarna runt Calabazas växer huvudsakligen savannskog.